# 溫特伯頓腭竺魚
溫特伯頓腭竺魚（學名：Foa winterbottomi），又名溫特伯頓小天竺鯛，為輻鰭魚綱鈎頭魚目天竺鯛科腭竺魚屬下的一個種，分布於西印度洋查戈斯群島海域，深度1至2公尺，體長可達4.2公分，棲息在礁石區，夜間活動，肉食性，以浮游生物為食，繁殖期時，雄魚具有口孵習性，卵約7日化成仔魚，由雄魚吐出，具短暫的仔魚飄浮期，生活習性不明。